# U.S. Route 96
U.S Route 96 (också kallad U.S. Highway 96 eller med förkortningen  US 96) är en amerikansk landsväg i USA. Den går ifrån Tenaha Texas i norr till Port Arthur Texas i söder och har en längd av 274 km.